# Columbus (Ohio)
Columbus é a capital do estado norte-americano de Ohio e sede do Condado de Franklin. Possui também áreas nos Condados de Delaware e Fairfield. Foi fundada em 14 de fevereiro de 1812 e incorporada em 10 de fevereiro de 1816.
Com pouco mais de 900 mil habitantes, de acordo com o censo nacional de 2020, é a cidade mais populosa do Estado e a 14ª mais populosa do país.

## Geografia
De acordo com o Departamento do Censo dos Estados Unidos, a cidade tem uma área de 585,1 km², dos quais 569,9 km² estão cobertos por terra e 15,2 km² (2,6%) por água.

## Demografia
Desde 1900, o crescimento populacional médio, a cada dez anos, é de 18,4%.

### Censo 2020
Segundo o censo nacional de 2020, a sua população é de 905 748 habitantes e sua densidade populacional é de 1 589,3 hab/km². Seu crescimento populacional na última década foi de 15,1%, bem acima do crescimento estadual de 2,3%. É a cidade mais populosa de Ohio e a 14ª mais populosa dos Estados Unidos.
Possui 415 456 residências do que resulta uma densidade de 729,0 residências/km² e um aumento de 12,0% em relação ao censo anterior. Deste total, 8,0% das unidades habitacionais estão desocupadas. A média de ocupação é de 2,4 pessoas por residência.

### Censo 2010
Segundo o censo nacional de 2010, a sua população é de 787 033 habitantes e sua densidade populacional de 1 350,1 hab/km². Possui 370 965 residências que resulta em uma densidade de 659,5 residências/km². Possui 1 836 536 habitantes em sua região metropolitana.

## Desportos

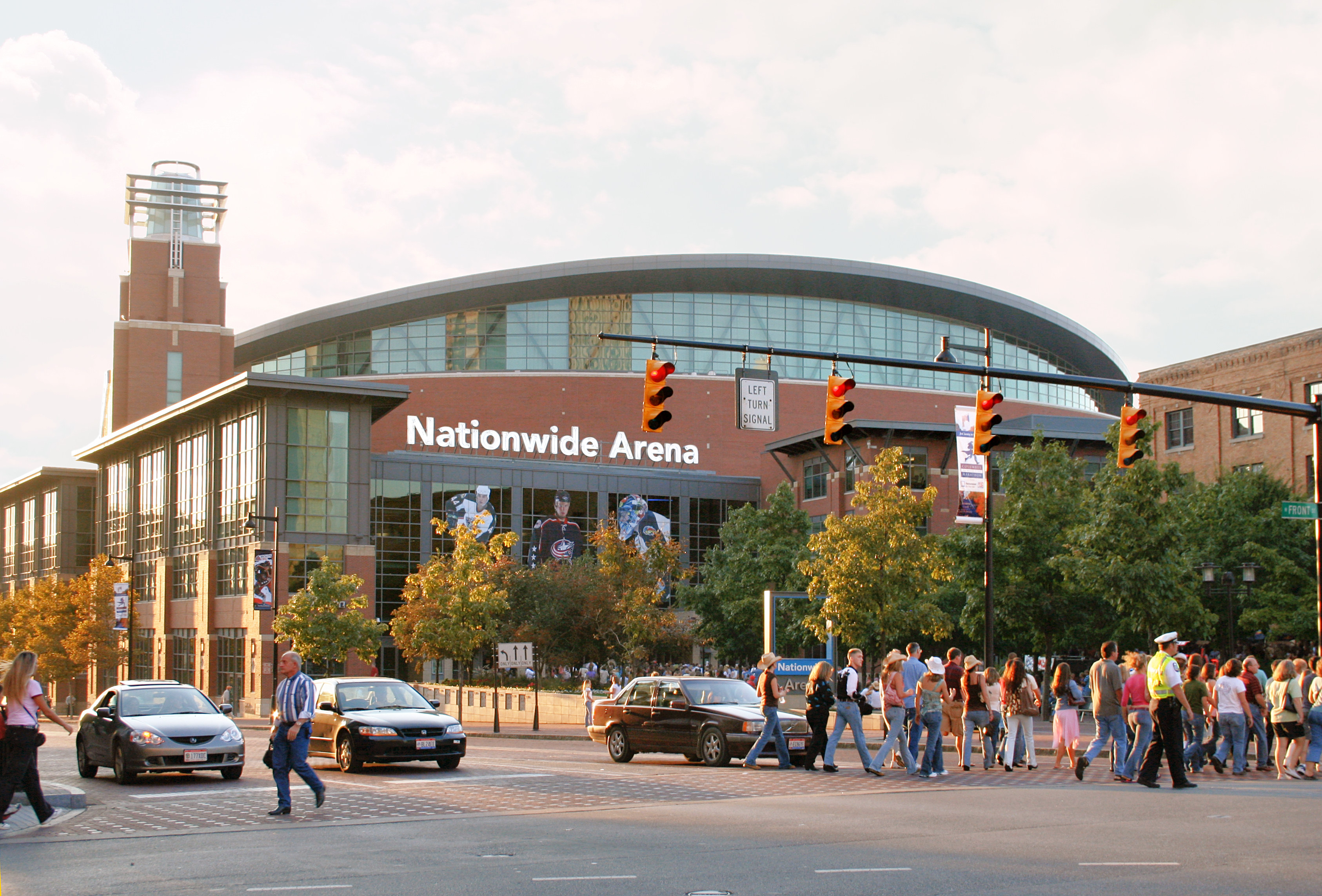
Nationwide Arena, casa do Columbus Blue Jackets.

Columbus é a casa da equipa de hóquei no gelo Columbus Blue Jackets, que joga na Nationwide Arena e do clube de futebol Columubs Crew FC, que joga no Mapfre Stadium.

## Marcos históricos
O Registo Nacional de Lugares Históricos lista 170 marcos históricos em Columbus. O primeiro marco foi designado em 26 de janeiro de 1970 e o mais recente em 15 de março de 2021, a Ford Motor Company Columbus Branch Assembly Plant. Existem três Marcos Históricos Nacionais na cidade: o Capitólio Estadual de Ohio, o Ohio Theatre e a Capt. Edward V. Rickenbacker House.

## Artes do espetáculo
Columbus é o lar de muitas instituições de artes performativas, incluindo a Orquestra Sinfónica de Columbus, a Ópera de Columbus, o BalletMet Columbus, a Orquestra de Câmara ProMusica, o CATCO, o Teatro Infantil de Columbus, o Shadowbox Live e a Orquestra de Jazz de Columbus. Durante todo o verão, o Actors Theatre of Columbus oferece espectáculos gratuitos de peças de Shakespeare no anfiteatro ao ar livre do Schiller Park, na histórica German Village.
A Columbus Ballet Youth Academy foi fundada na década de 1980 pela bailarina e directora artística Shir Lee Wu, uma descoberta de Martha Graham. Wu é atualmente o diretor artístico da Columbus Ballet School.
Columbus tem várias salas de espectáculos importantes, incluindo a Nationwide Arena, a Value City Arena, o Express Live!, o Mershon Auditorium e o Newport Music Hall.

## Museus e arte pública
Columbus é o lar de muitos museus e galerias. O seu principal museu de arte é o Museu de Arte de Colombo, que funciona como sede, bem como a Coleção Pizzuti, que apresenta arte contemporânea. O museu, fundado em 1878, é dedicado à arte europeia e americana até ao início do modernismo, que inclui exemplos notáveis do impressionismo, do expressionismo alemão e do cubismo. Outro museu de arte proeminente na cidade é o Wexner Center for the Arts, uma galeria de arte contemporânea e centro de investigação gerido pela The Ohio State University.
O Franklin Park Conservatory é um jardim botânico urbano inaugurado em 1895. Existem mais de 400 espécies de plantas numa grande estufa de vidro de estilo vitoriano que inclui biomas de floresta tropical, deserto e montanha dos Himalaias. O conservatório está localizado a leste do centro da cidade, no Franklin Park.